# Santa Maria de Salitja
Santa Maria de Salitja és una església del poble de Salitja, al municipi de Vilobí d'Onyar. L'església està dedicada a l'Assumpció de la Mare de Déu i a sant Vicenç. Forma part de l'Inventari del Patrimoni Arquitectònic de Catalunya.

## Arquitectura

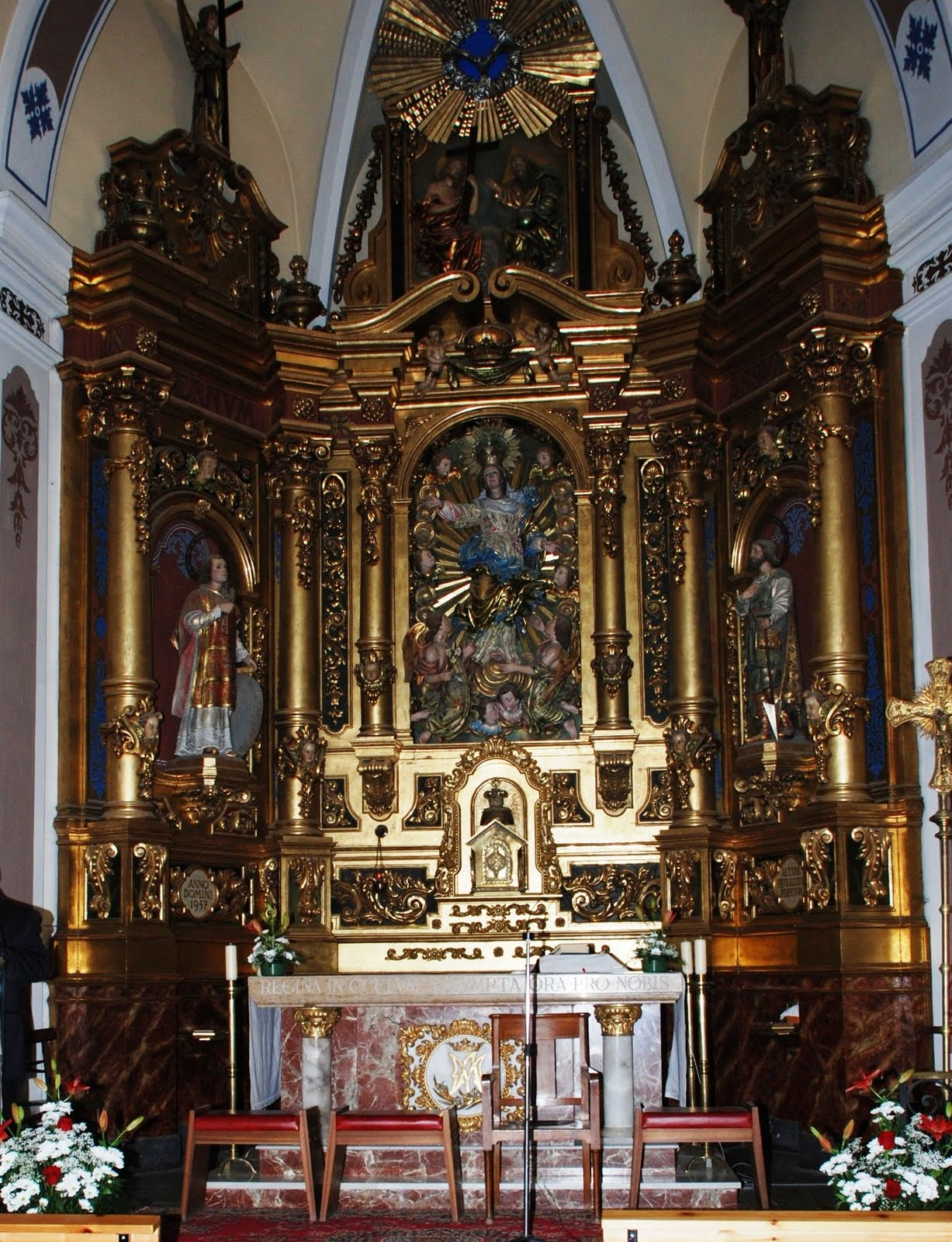
Retaule de l'església

El temple actual data del segle xviii. Està construït sobre una església del segle xii, segurament romànica, amb un campanar que data de l'any 1598 que ja pertanyia a l'església primitiva. És un edifici de planta rectangular amb absis poligonal de tres cares. La façana és d'estil barroc-neoclàssic i presenta una portalada d'arc carpanell emmarcada per dues pilastres i al capdamunt, una cornisa amb frontó semicircular que sosté una fornícula amb la imatge de la Verge protegida per un vidre. A sobre hi ha un ull de bou. Cal remarcar que aquests elements, la portalada i l'òcul, estan desplaçats cap a l'esquerra de l'eix central. La façana té un coronament mixtilini acabada amb una cornisa còncava-plana-còncava i rematada per boles de pedra. El parament és arrebossat i pintat d'ocre només en la part de la façana, la resta de la construcció deixa la pedra irregular del mur i els carreus ben escairats angulars vistos. A la part exterior de l'absis hi ha encastat un medalló de pedra amb la imatge de la Verge del Roser i la data inscrita de 1742.
L'interior és d'una sola nau amb volta d'arc de mig punt de quatre trams amb llunetes. A banda i banda hi ha les capelles amb altars i imatges força modernes, ja que els retaules originals van desaparèixer amb l'incendi de l'any 1936. Dues de les pilastres de pedra que sostenen la volta presenten les inscripcions "DOMINGO MARANJAS RECTOR 1740" i, una altra, la data de 1741. Les dues portes laterals que comuniquen amb la sagristia presenten a la llinda l'any 1742. Als peus s'alça el cor amb balustrada de fusta i la capçalera poligonal de tres tramades conté un retaule d'etil neoclàssic dedicat a la Verge Maria Assumpta, la patrona. També conté una imatge del copatró sant Vicenç i una de sant Isidre. A la part superior del retaule hi ha representada la Santíssima Trinitat. El parament interior és enguixat i pintat policromat amb decoració geomètrica als arcs faixons. Els marcs de les portes i les pilastres són de pedra ben escairada vista. El campanar està adossat a la façana nord. És de torre de planta quadrada amb obertures d'arc de mig punt i coberta piramidal. La porta interior d'accés al campanar porta inscrita la data de 1543.

## Història
L'església parroquial de Santa Maria de Salitja, havia estat dependent del monestir de Sant Salvador de Breda. És esmentada per primer cop l'any 1019, com una possessió del castell de Brunyola. El 1185 una butlla del papa Luci III confirmava, entre altres coses, tots els drets que el monestir de Breda tenia a la parròquia de Santa Maria de Salitja. L'església apareix esmentada com a "Ecclesia de Sancta Saligia" en un document del 1279, en el qual es fa referència a les possessions del castell de Brunyola. Del temple antic no en queda res. L'edifici actual és dels segles XVII-XVIII i està dedicat a la Mare de Déu de l'Assumpta. El 1936 va ser cremada, salvant-se només les parets exteriors. Es va reconstruir durant els anys 1939, 1943 i 1944.